# Brug 760
Brug 760 is een vaste brug in Amsterdam Nieuw-West.
Ze vormt de verbinding tussen Tussen Meer en het Dijkgraafplein. De brug dateert uit circa 1961 toen de gemeente Amsterdam had besloten om in het jaar 1962 Tramlijn 17 te laten eindigen op een keerlus midden tussen zandvlakten waarop nog gebouwd moest worden. Pas op 29 augustus 1962 kreeg die keerlus ook een naam: Dijkgraafplein. Dat was amper een week voordat de tram op 9 september van dat jaar (weer) dienst ging doen. Tramlijn 17 heeft sindsdien altijd over de brug gereden op een periode van 1971 tot 2001 na, toen Tramlijn 1 daar reed.
De brug ligt over een duiker in een water dat voert langs de opvallende rij hoogbouwflats van Langswater. De brug heeft een breedte van circa 25 meter met aan beide kanten V-vormige walkanten. Het bouwwerk kent aan beide zijden van het rijdek lange balustraden, die tot ver op de walkanten doorlopen. Die balustraden zijn van basaltblokken met daarop een afdeklaag van beton. Ter hoogte van de duiker zelf wijken deze balustrades nog naar buiten zodat het idee van een balkon ontstaat. Op de brug staan diagonaal (noordwest en zuidoost) twee paar van twee zitbankjes. De andere vlakken (noordoost en zuidwest) zijn enigszins opgevuld met betonnen plantenbakken. De brug kent relatief brede voetpaden, een rijstrook voor iedere richting en een brede middenberm waarin de tramrails liggen. Waarom hier gekozen is voor brede voetpaden is onduidelijk; de voor deze brug in Tussen Meer liggende brug 759 is smaller, waarbij alleen de voetpaden smaller zijn uitgevoerd. 
Aan de zuidwestkant van de brug verrezen in 1970 de Hangbrugmaisonettes van J.P. Kloos.

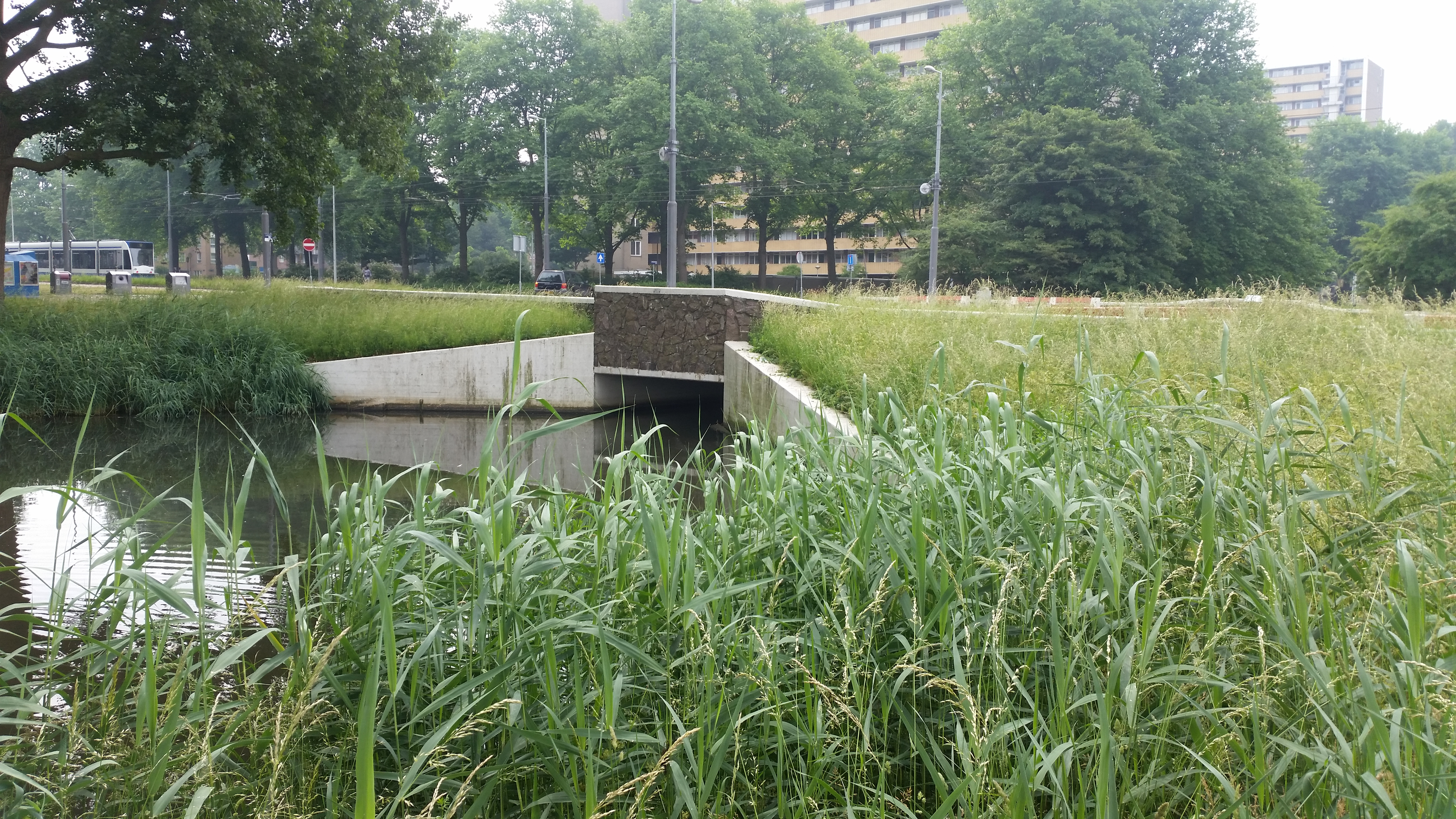
Schoonbeton en basalt (juni 2018)

<<< · 700 · 701 · 702 · 703 · 704 · 705 · 706 · 707 · 708 · 709 · 710 · 711 · 712 · 713 · 714 · 715 · 716 · 717 · 718 · 719 · 720 · 721 · 722 · 725 · 726 · 729 · 730-738 · 739 · 740 · 741 · 742 · 743 · 744 · 745 · 746 · 747 · 748 · 749 · 751 · 752 · 753 · 754 · 755 · 756 · 757 · 758 · 759 · 760 · 761 · 762 · 763 · 764 · 765 · 766 · 767 · 768 · 769 · 770 · 771 · 772 · 773 · 775 · 776 · 777 · 778 · 779 · 780 · 781 · 782 · 783 · 784 · 786 · 787 · 788 · 789 · 790 · 791 · 792 · 793 · 794 · 795 · 797 · >>>
Brugnummers  723, 724, 727, 728, 750, 774, 785, 796 (niet gerealiseerde brug over de Slotervaart), 798 en 799 zijn niet vergeven.